# 1,4-cyclo-octadieen
1,4-cyclo-octadieen of 1,4-COD is een cyclische niet-aromatische verbinding met als brutoformule C8H12. De stof komt voor als een kleurloze vloeistof, die onoplosbaar is in water. 
1,4-cyclo-octadieen wordt sporadisch gebruikt als bouwsteen bij organische syntheses. Het kan bereid worden door isomerisatie van 1,3-cyclo-octadieen met N-broomsuccinimide en lithiumaluminiumhydride. Een oudere en omslachtigere methode gaat uit van de partiële reductie van cyclo-octatetraeen.